# Ariamnes hiwa
Ariamnes hiwa är en spindelart som beskrevs av Gillespie och Rivera 2007. Ariamnes hiwa ingår i släktet Ariamnes och familjen klotspindlar. Inga underarter finns listade i Catalogue of Life.